# Study in Brown
Study in Brown è un album del quintetto jazz capeggiato dal trombettista Clifford Brown e dal batterista Max Roach, pubblicato nel 1955 dalla EmArcy Records.

## Tracce
1. Cherokee - (Ray Noble) - (5:44)
2. Jacqui - (Richie Powell) - (5:11)
3. Swingin' - (Clifford Brown) - (2:52)
4. Lands End - (Harold Land) - (4:56)
5. George's Dilemma - (Clifford Brown) - (5:36)
6. Sandu - (Clifford Brown) - (4:56)
7. Gerkin for Perkin - (Clifford Brown) - (2:56)
8. If I Love Again - (Jack Murray, Ben Oakland) - (3:24)
9. Take the A Train - (Billy Strayhorn) - (4:18)

## Formazione
- Clifford Brown - tromba
- Max Roach - batteria
- Harold Land - sassofono tenore
- George Morrow - contrabbasso
- Richie Powell - pianoforte

## Edizioni
- 1955 – LP, EmArcy Records Mercury Records MG 36037[2]
- 1985 – CD, EmArcy Records PolyGram 814 646-2